# Noël Wells

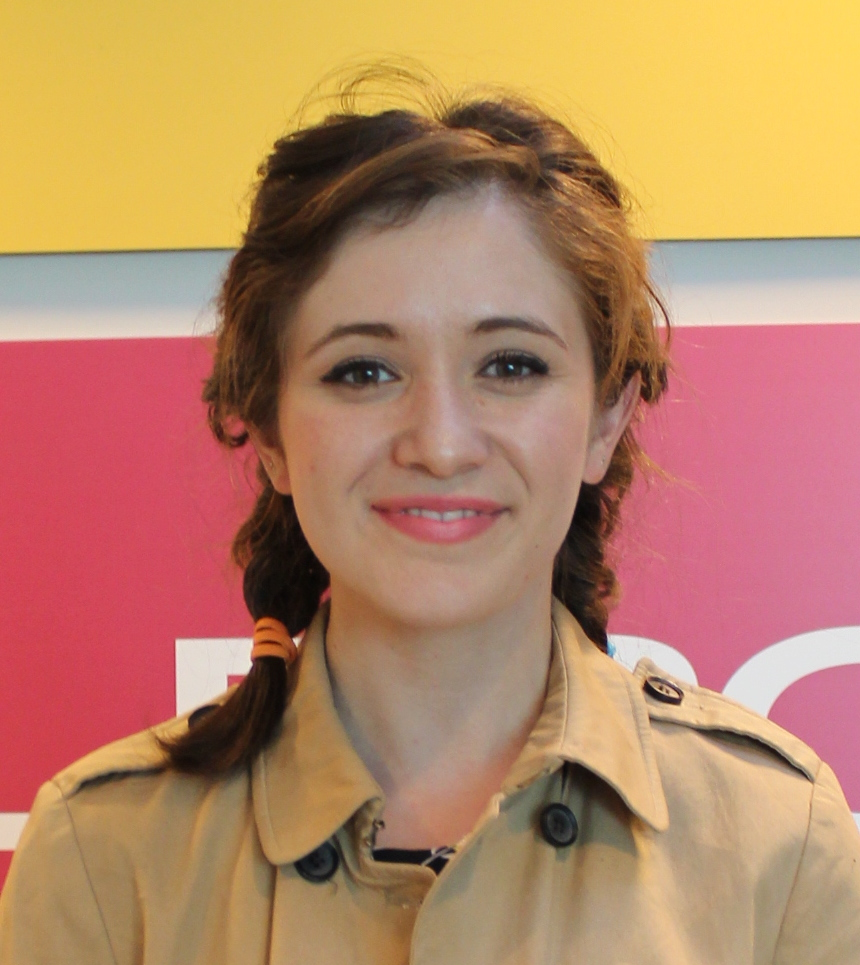
Noël Wells, 2015

Noël Wells (* 23. Dezember 1986 in San Antonio, Texas) ist eine US-amerikanische Schauspielerin und Synchronsprecherin. Besondere Bekanntheit erhielt sie durch eine Rolle in der Serie Master of None. 2019 veröffentlichte sie ihr erstes Musikalbum It’s So Nice!

## Filmografie (Auswahl)
- 2015–2017: Master of None (Fernsehserie, 8 Episoden)
- 2016–2018: American Dad (Fernsehserie, 2 Episoden, Stimme)
- 2018–2025: Craig of the Creek (Fernsehserie, Stimme)
- 2020: Kipo und die Welt der Wundermonster (Kipo and the Age of Wonderbeasts, Fernsehserie, 1 Episode, Stimme)
- 2020–2024: Star Trek: Lower Decks (Fernsehserie, Stimme)
- 2023: Star Trek: Strange New Worlds (Fernsehserie, 1 Episode, Stimme)

## Trivia
Laut eigener Aussage wurde sie „Noël“ genannt, weil sie zwei Tage vor Weihnachten geboren ist.